# 庫丘馬塔內斯山脈

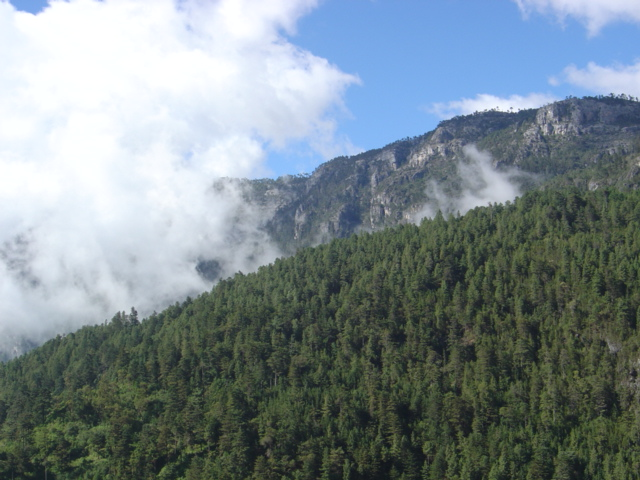

庫丘馬塔內斯山脈是危地馬拉的山脈，位於該國西北部，橫跨韋韋特南戈省和基切省，全長400公里，面積16,350平方公里，最高點海拔高度3,837米，山體由石灰岩組成。

## 外部連結
- Cuchumatanes - BirdLife IBA Factsheet （页面存档备份，存于）
- Todos Santos